# Junaci Pavlove ulice
Junaci Pavlove ulice je dječji roman Ferenca Molnára, koji je proslavio ovoga autora. Prvi put je objavljen 1906. godine na mađarskom jeziku. Godine 1968. po ovoj knjizi snimljen je i istoimeni film.

## Radnja
Roman govori o rivalstvu dvaju družina i njihovoj borbi za životni prostor. Jedna je družina Dječaka Pavlove ulice u čiji sastav ulazi i kit-udruženje, a druga je Družina crvenih košulja. Kit-udruženje je nastalo tako što su njegovi članovi skupljali materijal kit s prozora.
Njihov vođa je bio Vajs, da bi ga kasnije zamijenio Kolnai. Članovi su bili sljedeći: Vajs, Kolnai, Čele, Čonakoš, Gereb, Barabaš, Nemeček, Rihter i Lesik. Predsjednik Dječaka Pavlove ulice bio je Boka. Družina crvenih košulja sastojala se od sljedećih članova: Feri Ač, njihov vođa, dva Pastora i drugi. Nemeček je bio taj koji je spasio družinu od crvenih košulja tako što je oborio Feri Ača u pokušaju da oslobodi svoju družinu. Gereb je izdao družinu.
Radnja se događa u Budimpešti, krajem 19. stoljeća.
Roman se završava tragično, tj. Nemeček se poslije svih žrtvi za družinu (tri puta je upao u vodu) razbolio i umro.